# 精液採取
精液採取（せいえきさいしゅ、英：semen collection）とは人工授精や精液検査のために人為的に射精させて精液を得る行為。

## 目的

### ヒトの場合
夫婦いずれかに要因があり性交による自然妊娠が不可能であったり、自然妊娠を試みながら長期間にわたって不妊のつづく夫婦に対して、希望により人工授精のために精液を採取する。
がんなどの治療に用いる放射線や薬剤の副作用として生殖能力を喪失する可能性のある男性（未成年の男児を含む）に対して、将来の挙児の可能性を残すために精液採取を行い、必要となる時まで凍結保存する方法もある（妊孕性温存療法）。また、戦地に派兵される夫が死亡したり重篤な障害を負う可能性を考慮して精子の凍結保存のために出征前に採取する場合もある。
人工授精以外では、精液の検査をするために採取する場合もある。

### 家畜の場合
いわゆるブランド牛やブランド豚などでは、目的とする肉質を得るため、作り上げた特定の血統の精子と卵子を用いて交配を行うことが求められる。交尾による繁殖では対象のオス（またはメス）を連れて移動しなければならず非効率であることや、メスが拒絶する場合に蹴られるなどしてオスが負傷もしくは死亡したり、メスから拒絶されることでオスがトラウマを抱え、以降の交配行為を拒絶するようになるリスクもある。そのため、オスから精液を人為的に採取して各地に運び、人工授精を行う。競走馬なども同様である。採取した精液は凍結保存され、業者間で有償で取引される。

## 方法

### 用手法

用手法（マスターベーション）

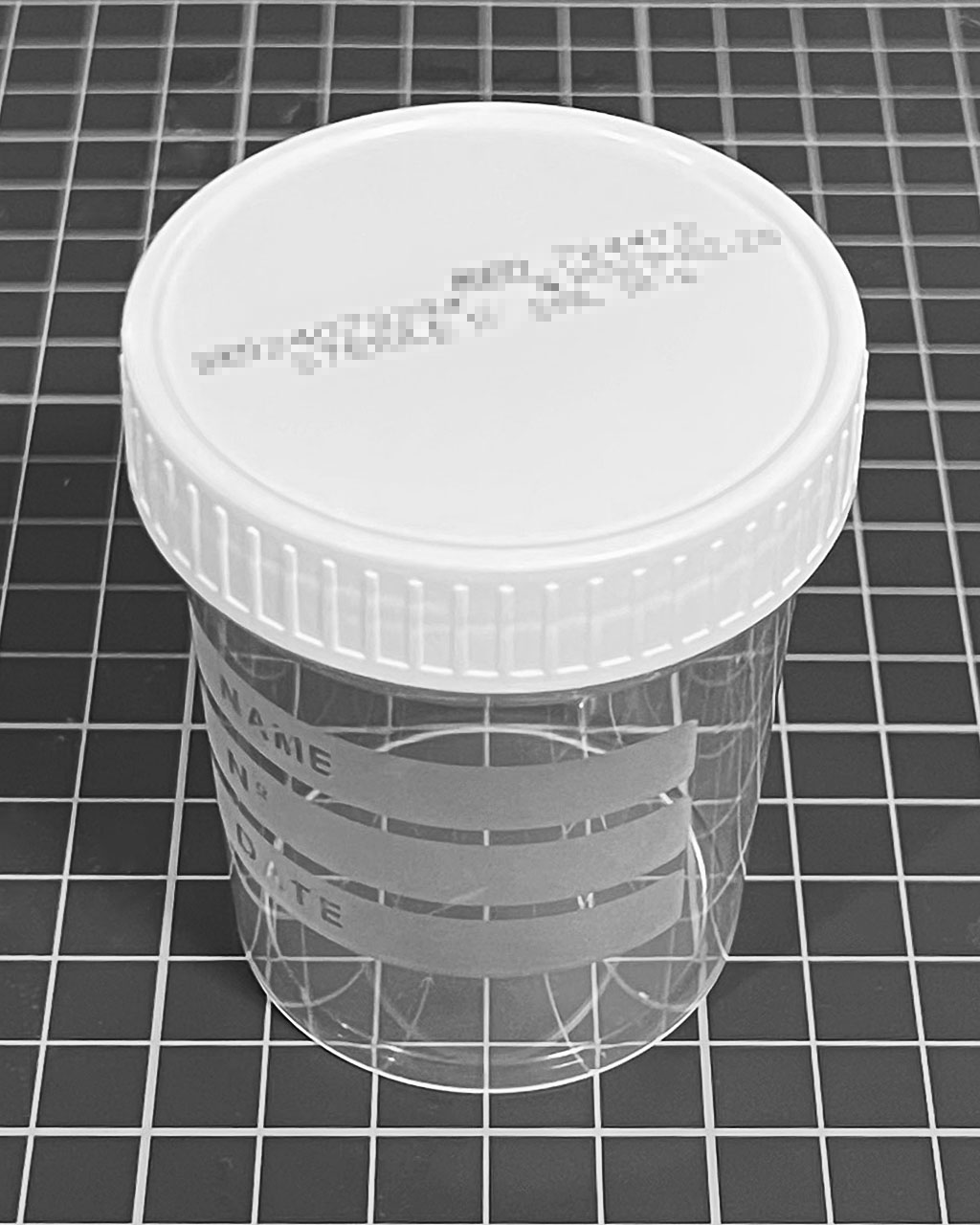
用手法で用いられる精液採取用カップ。カップ内に直接射精するため、一回の射精で採取する2～6mLほどの精液に対して100mLほどの大きな容器を使用する。

ヒトの場合に行われる。対象の男性が自らの陰茎を手で刺激して、マスターベーションによって射精する。
小児がんの治療のために精液採取が必要な男児の場合は、本人への聞き取りによってマスターベーションの経験があれば成人と同様に、また、マスターベーションを経験していない場合はやり方を医師や親などが教えたうえで行わせる。
不妊外来などを備えたクリニックでは、用手法による精液採取のために使用できる、ポルノ雑誌やアダルトビデオなど性的興奮を喚起するコンテンツを備えた「採精室（メンズルーム）」と呼ばれる個室が用意され使用できる場合がある(院内採精）。採精室へは配偶者などを同伴することはできず、対象の男性が一人で利用する。
院内採精ではなく自宅（もしくはクリニック近隣のホテルなど）で採精して、クリニックに持ち込むこともできる（自宅採精）。マスターベーションでは射精できず配偶者の手技が必要な患者や、採精室の利用に心理的抵抗の強い患者の場合に自宅採精が可能である。
当日射精されて凍結処理などを経ていない生の精液は「新鮮射出精液 (Fresh Ejaculated Semen)」および「新鮮射出精子 (Fresh Ejaculated Sperm)」と呼ばれ、凍結した場合よりも運動性がよく良好な精子を選別しやすいが、高温や低温、乾燥に弱く、劣化するため、射精からおおむね2時間以内の新鮮な精液をクリニックに持ち込む必要がある。採精後の精液の入った採精容器は冷えないよう人肌程度の温度に保温し、本人以外に、配偶者や、未成年者であれば母親など保護者が持ち込むことも可能である。
以下の場合は、バイブレータ法や電気刺激法による採取が試みられる。
- 用手法の適用が適当ではないと医師が判断した場合
小学生などの低年齢者などでマスターベーションを経験しておらず、やり方を教えるには本人や親の心理的負担が大きいと判断した場合や、マスターベーションの経験の有無を聞き取ること自体に本人の心理的負担が大きいと判断した場合など
- 用手法による採取を、保護者または本人が拒んだ場合
- オーガズムを得られないなどマスターベーションがうまくできない場合
- ドライオーガズムとなるなどマスターベーションによる射精ができない場合

### バイブレータ法
ヒトの場合に行われる。用手法による採精が困難な男性・男児に適用される方法である。処置室などで患者に陰茎を露出させ、採精用に開発された医療用バイブレータを用いて、医師または看護師などの医療スタッフが患者の陰茎亀頭や陰茎小帯を振動により刺激して勃起から射精に至らしめ、尿道口から射出される精液を陰茎亀頭にあてがった採精容器に採集する。医療用バイブレータの代用として、性具のバイブレータを用いたり、マッサージ用に設計された電気マッサージ器（電マ）を会陰部のうち陰嚢の直下の位置に押し当てて振動により前立腺を刺激する場合もある。

### 人工膣法

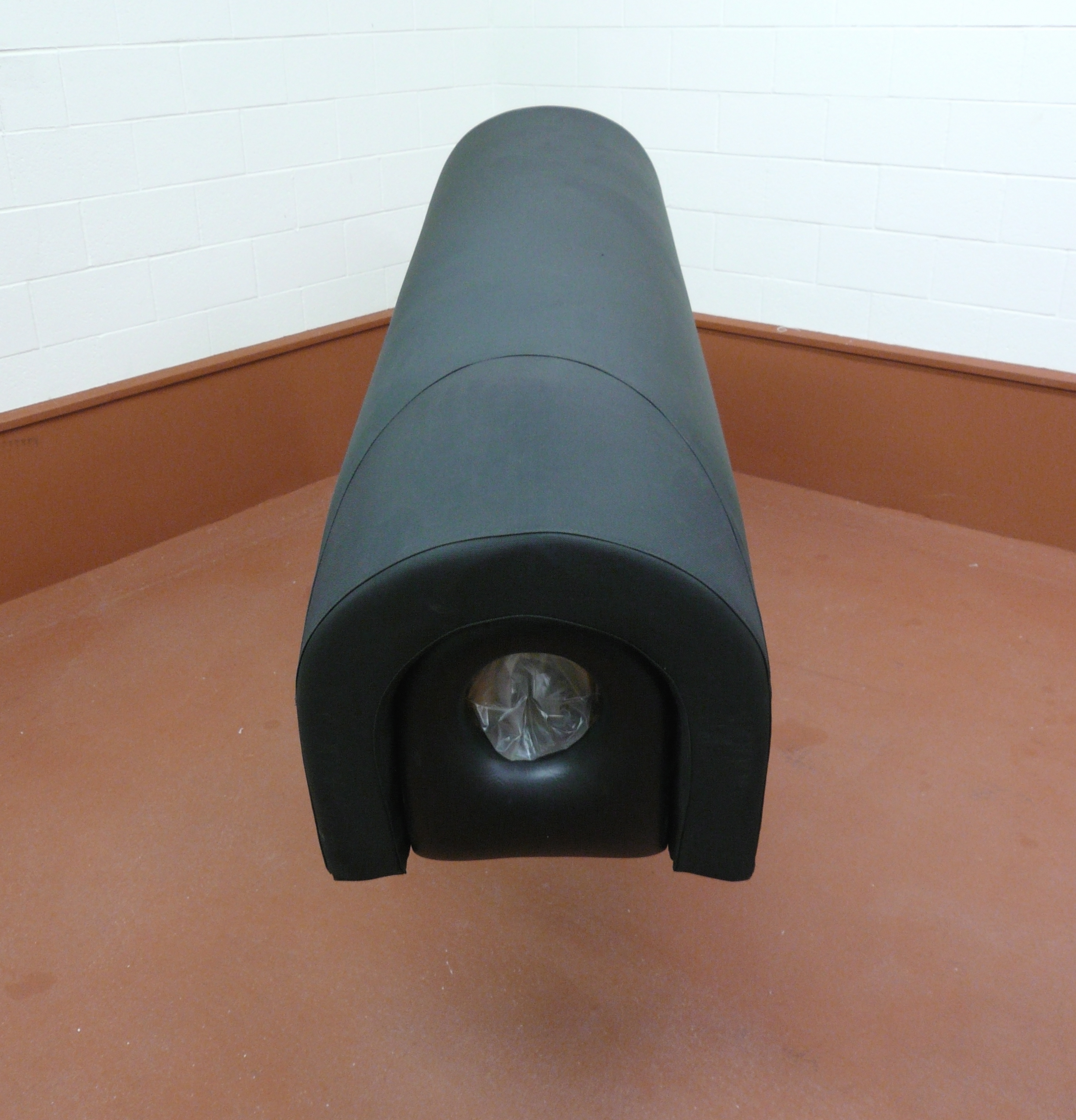
ウマ用人工膣

膣の構造を模した人工膣（artificial vagina）を用いる。
ウシやウマなどで主に行われる方法で、広く普及している。
一般的な人工膣はゴム内筒・ゴム外筒・硬質外筒の3重構造で、後者2つの間に湯を入れて膣内の温度を再現する。また、人工膣内に空気層を残すことで陰茎を直接挿入するゴム内筒内の圧力を調節する。この際「擬雌台」と呼ばれる台または「台雌」と呼ばれる雌に家畜を乗駕させて精液を横取りする。後肢の故障などで乗駕困難な個体ではその他の方法が取られる。ウマの場合前方に外陰部を露出させた雌馬を置くと擬雌台に乗駕しやすい。
ヒトの場合は、性具としてのオナホールが流用される場合があり、殺精子剤を含まないローションを用い、精液採取用コンドーム（後述）を併用して用いる。
また近年では自動化された装置による精液採取が実用化されており、ブタでは電気信号によって脈動する人工膣を陰茎に装着して搾乳機のように自動的に採精する装置が実用化されているほか、ヒトに対しては全高1mほどの円柱状の装置に備え付けられたオナホールに患者が立位のまま陰茎を挿入するとオナホールが自動的に前後に移動することでピストン運動を行い射精に至らしめる自動採精装置を中国企業が2019年に開発した。

### コンドーム法
ヒトの場合に行われる。通常のコンドームと異なり殺精子剤が塗布されていない、精液採取用コンドーム (collection condom) を陰茎に装着して性交を行い、コンドーム内に射精する。射精後はコンドーム内の精液を採精容器に移し替えて医療機関に提出する。用手法やオナホールによるマスターベーションでは射精できないがパートナーとの性交では射精できる男性の場合に適用される。

### 電気刺激法
肛門から直腸に電極棒を挿入し、直腸の至近に位置する前立腺を電気的に刺激して人工的に射精させる。
ウシの場合、3Vから15Vの範囲で断続的に電圧を上げていくと、低電圧で尿道球腺液、10 - 15Vで濃厚精子を含む精液分画を得られる。
ヒトの場合、用手法やバイブレータ法、人工膣法、コンドーム法が適用できない場合に用いられる、肛門と陰茎を露出した状態で手術台に横臥した患者に医師が肛門から電極を挿入し、断続的なパルス電流をかけて前立腺を刺激すると、陰茎の勃起、尿道球腺液（カウパー線液）の分泌、最後に射精が得られる。看護師が陰茎先端に採精容器をあてがい、尿道口から射出される精液を採集する。
疼痛があるため、成人では下半身麻酔で行われる。未成年の男児では心的ストレスも考慮して全身麻酔で行われるが、全身麻酔では自発呼吸の停止などを伴い人工呼吸器の操作や患者の状態の高度な医療監視体制が求められるため、精液採取に立ち会う医療スタッフの数は増える。

### 精管膨大部マッサージ法
ウシで行われる。直腸から腕を挿入して、精管膨大部と精嚢を交互にマッサージする方法。包皮内に射精することが多いために雑菌の混入が多く、精液量が多くても精子濃度が低い。

### 手掌圧迫法

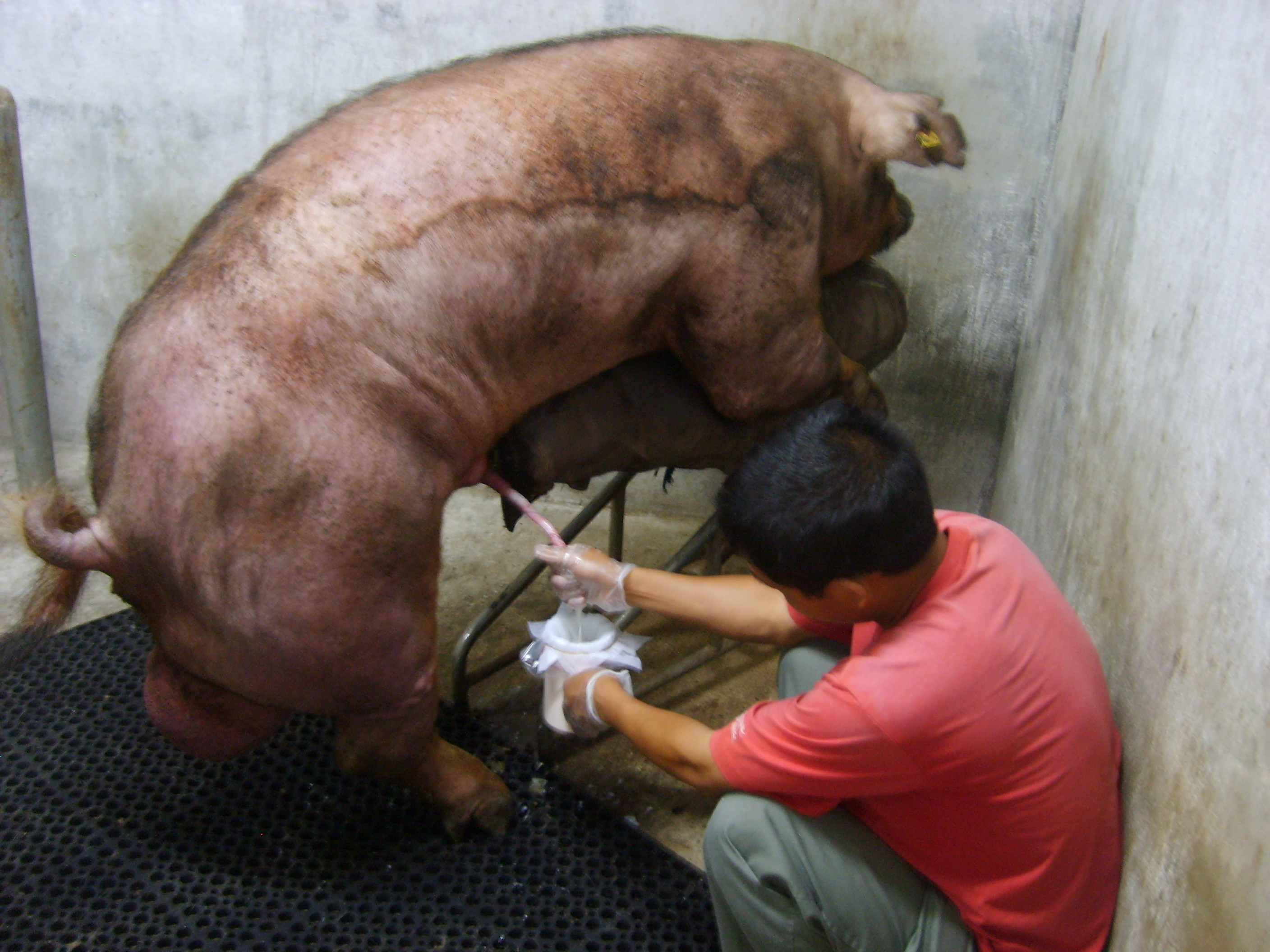
ブタに対する手掌圧迫法

ブタで行われる方法で、雄豚が擬雌台に乗駕して陰茎を出し入れしはじめた頃を見計らい薄いゴム手袋を付けた手で陰茎を直接支持し、螺旋部を圧迫することで射精する。